# Quỹ Nobel
Quỹ Nobel (tiếng Thụy Điển: Nobelstiftelsen) là một tổ chức tư nhân được thành lập vào ngày 29 tháng 6 năm 1900 để quản lý tài chính và quản lý các giải Nobel. Quỹ dựa trên di chúc cuối cùng của Alfred Nobel, người phát minh ra thuốc nổ.
Nó cũng tổ chức Hội nghị chuyên đề Nobel về những đột phá quan trọng trong khoa học và các chủ đề có ý nghĩa văn hóa hoặc xã hội.

## Lịch sử
Alfred Bernhard Nobelⓘ, sinh ngày 21 tháng 10 năm 1833 tại Stockholm Thụy Điển, là một nhà hóa học, kỹ sư, nhà sáng tạo, nhà sản xuất vũ khí và là người phát minh ra thuốc nổ. Ông sở hữu Bofors, một nhà sản xuất vũ khí lớn, mà ông đã chuyển hướng từ hoạt động kinh doanh ban đầu của mình là một nhà máy sản xuất sắt và thép. Nobel nắm giữ 355 bằng sáng chế khác nhau, trong đó thuốc nổ là nổi tiếng nhất. Nobel đã tích lũy được một tài sản cá nhân lớn trong suốt cuộc đời mình, chủ yếu nhờ vào phát minh này. Năm 1896 Nobel chết vì đột quỵ   trong biệt thự của ông ở San Remo, Ý, nơi ông đã sống những năm cuối đời.
Di chúc của Nobel nêu yêu cầu, với sự ngạc nhiên của nhiều người, rằng tiền của ông được sử dụng cho các giải thưởng về vật lý, hóa học, hòa bình, sinh lý học hoặc y học, và văn học. Mặc dù Nobel đã viết nhiều di chúc trong suốt cuộc đời mình, nhưng cuối cùng được viết ít hơn một năm trước khi ông qua đời và ký tại Câu lạc bộ Thụy Điển-Na Uy ở Paris vào ngày 27 tháng 11 năm 1895. Nobel đã cho đi 94% tổng tài sản của mình, 31 triệu kronor Thụy Điển, để thành lập và trao tặng năm giải thưởng Nobel. (Tính đến năm 2008 số tiền này tương đương với 186 triệu đô la Mỹ.) 

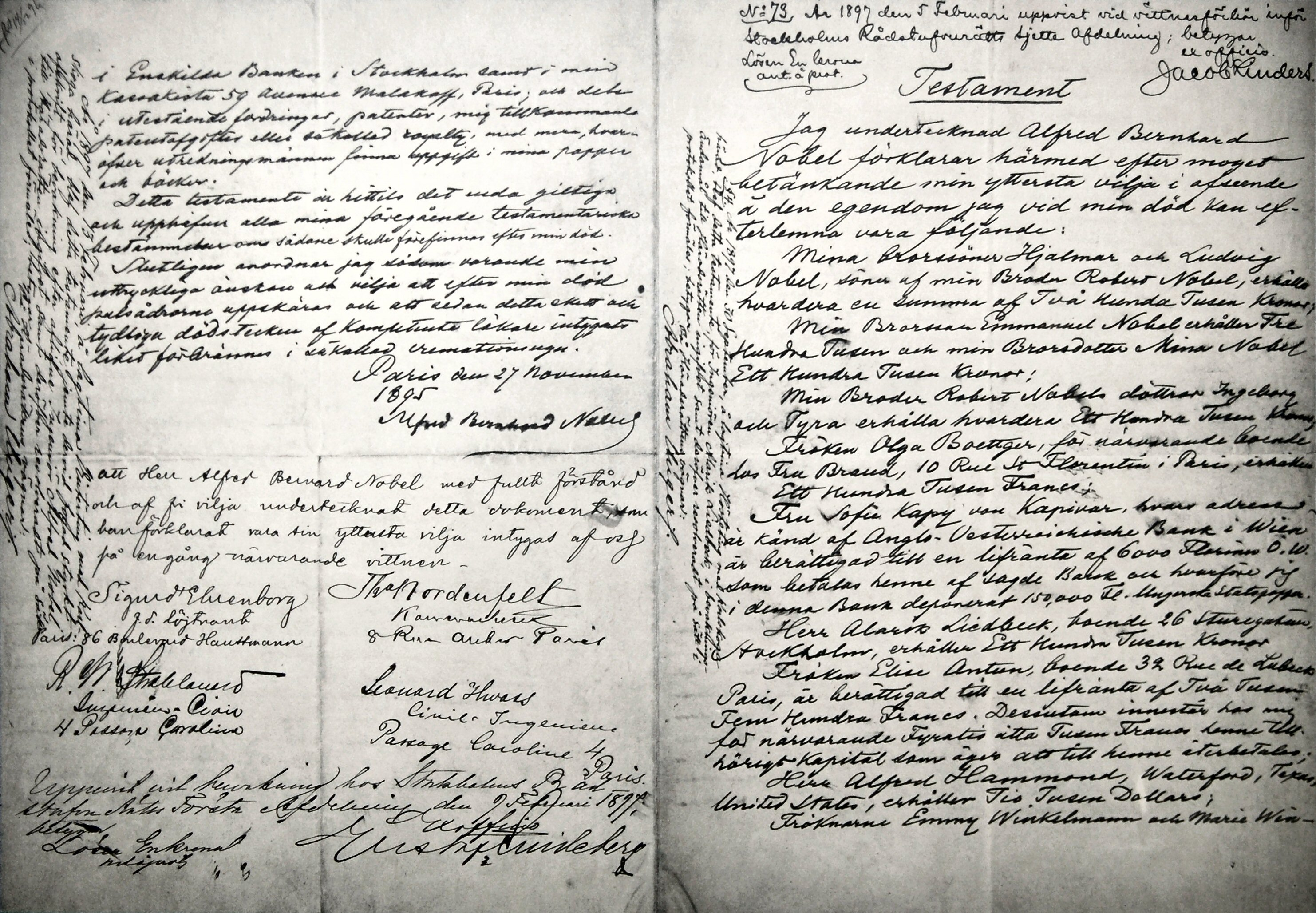
Di chúc của Alfred Nobel từ ngày 25 tháng 11 năm 1895

Những người thực hiện di chúc của ông là Ragnar Sohlman và Rudolf Lilljequist, người đã thành lập Quỹ Nobel để chăm sóc tài sản của Nobel và tổ chức các giải thưởng. Mặc dù di chúc của Nobel yêu cầu chi cho các giải thưởng, nhưng kế hoạch của ông chưa hoàn thành và do nhiều rào cản khác, phải mất 5 năm trước khi Quỹ Nobel có thể được thành lập và những giải thưởng đầu tiên có thể được trao vào ngày 10 tháng 12 năm 1901, và trong số đó có Wilhelm Conrad Röntgen. Tính đến ngày 31 tháng 12 năm 2015, tài sản do Quỹ Nobel kiểm soát lên tới 4.065 tỷ kronor Thụy Điển (khoảng 443 triệu đô la Mỹ tính đến ngày 12 tháng 12 năm 2016).